# Глибоке синє море 3
Глибоке синє море-3 (Deep Blue Sea 3) — американський науково-фантастичний фільм жахів 2020 року. Це третя й остання частина серії фільмів «Глибоке синє море» та продовження «Глибоке синє море 2» Режисер Джон Пог.

## Про фільм
Доктор Емма Коллінз і її команда на острові Маленьке щастя вивчають вплив зміни клімату на великих білих акул.
Акули щороку припливають у сусідній розплідник, щоб привести потомство.
Їхнє мирне життя порушується, коли з'являється «наукова» група, яка шукає трьох акул-биків.

## Знімались
| Актор             | Роль          |
| ----------------- | ------------- |
| Таня Реймонд      | Емма Коллінз  |
| Натаніель Бузолік | Річард Лоуелл |
| Брен Фостер       | Лукас         |
| Сія Майола        | Багарі        |